# Cantone di Valensole
Il Cantone di Valensole è una divisione amministrativa dell'arrondissement di Digne-les-Bains.
A seguito della riforma approvata con decreto del 24 febbraio 2014, che ha avuto attuazione dopo le elezioni dipartimentali del 2015, è passato da 4 a 10 comuni.

## Composizione
I 4 comuni facenti parte prima della riforma del 2014 erano:
- Brunet
- Gréoux-les-Bains
- Saint-Martin-de-Brômes
- Valensole

Dal 2015 i comuni appartenenti al cantone sono i seguenti 10:
- Allemagne-en-Provence
- Brunet
- Esparron-de-Verdon
- Gréoux-les-Bains
- Montagnac-Montpezat
- Quinson
- Sainte-Croix-du-Verdon
- Saint-Laurent-du-Verdon
- Saint-Martin-de-Brômes
- Valensole